# باك جوردن
باك جوردن (بالإنجليزية: Buck Jordan)‏ هو لاعب كرة قاعدة أمريكي، ولد في 16 يناير 1907 في كوليمي في الولايات المتحدة، وتوفي في 18 مارس 1993 في ساليسبري في الولايات المتحدة.

## وصلات خارجية
- باك جوردن على موقعبيزبول رفرنس.كوم (الدوري الرئيسي) (الإنجليزية)
- باك جوردن على موقع مشجعي الرسوم البيانية (الإنجليزية)